# District de Vallemaggia
Pour les articles homonymes, voir Maggia.
Le district de Vallemaggia est un district du canton du Tessin en Suisse. 
Il est situé au nord de la ville de Locarno. Le district compte huit communes, dont le chef-lieu : Cevio.

## Communes
| Nom             | Cercle communal | N° OFS | Population (décembre 2022) |
| --------------- | --------------- | ------ | -------------------------- |
| Avegno Gordevio | Maggia          | 5324   | +001 557,                  |
| Bosco/Gurin     | Rovana          | 5304   | +0 00053,                  |
| Campo           | Rovana          | 5307   | +0 00049,                  |
| Cerentino       | Rovana          | 5309   | +0 00036,                  |
| Cevio           | Rovana          | 5310   | +001 110,                  |
| Linescio        | Rovana          | 5315   | +0 00042,                  |
| Maggia          | Maggia          | 5317   | +002 618,                  |
| Lavizzara       | Lavizzara       | 5323   | +000489,                   |
| Total           | Total           | Total  | +005 954,                  |